# 밥 머사이어스
로버트 브루스 "밥" 머사이어스(Robert Bruce "Bob" Mathias, 1930년 11월 17일 ~ 2006년 9월 2일)는 미국의 육상 선수이자, 올림픽 10종 경기 2연승(1948, 1952)을 하였다. 또한 배우와 캘리포니아주 하원 의원이기도 하였다.

## 어린 시절
캘리포니아주 툴레리에서 태어나 툴레리 유니언 고등학교에서 수학하였다. 고교 시절 1948년 초순에 10종 경기를 시작하여 졸업 후, 런던 올림픽에 출전할 수 있었다.
올림픽에서 포환던지기의 부주의한 규칙으로 종목의 충돌에 부딪힐 뻔하였고, 높이뛰기에서 거의 실패하였으나 회복할 수 있었다. 머사이어스는 어려움을 이기고 금메달 획득에 쉽게 성공하였다. 그는 육상 종목에서 가장 연소자 금메달리스트였다.
4년 동안 사이에 10종 경기에서 작별한 머사이어스는 1948년 국가의 톱 아마추어 선수로서 제임스 E. 설리반 상을 수상하였으나, 그의 고등학교에서 장학금 기록이 육상 성취와 일치하지 않은 이유로 펜실베이니아주 샐츠버그에 있는 존경할 만한 남자 기숙사 학교 키스키 학교에서 1년을 보냈다. 그러고나서 1949년 스탠퍼드 대학교에 입학하여 2년 동안 대학 미식 축구 선수로 활약하였다. 1950년 자신의 첫 10종 경기 세계 기록을 세우고 1952년 스탠퍼드 팀을 로즈볼 경기로 이끌었다.
헬싱키 올림픽에서 자신을 세계 최고 선수들 중의 하나로 주장하였다. 912점을 얻어 처음으로 올림픽 10종 경기 2연승을 한 선수가 되었다. 국민적 영웅으로 귀국하여 올림픽과 로즈 볼을 완료한 첫 선수로도 알려졌다. 육상에서 은퇴한 머사이어스는 후에 미국 올림픽 훈련 센터의 대표 이사(1977~83)가 되었다.
1950년대에 영화와 텔레비전 쇼의 몇몇에 카메오 출연을 하였으며, NBC 모험 시리즈 《트러블 슈터》에서 프랭크 더건 역을 맡았다.

## 정치 경력
1967년과 1975년 사이에 공화당원으로서 캘리포니아주 샌 호아퀸 밸리를 대표하는 하원 의원을 지냈다.
어려움 없이 3선에 성공하였으나, 1974년 그의 정치 구역의 경계가 10년간 구획 중에 철처히 변경되고 말았다. 그의 구역은 17번 지역구로 재명되었고, 몇몇의 시골 지역을 잃는 동안에 프레즈노의 큰 지역을 얻었다. 그러고나서 프레즈노 군 행정 집행국의 존 한스 크렙스에게 패하였다.
1975년 6월부터 8월까지 의무 병역의 부감독을 지냈다. 제럴드 포드 대통령의 재선을 위한 1976년 대선 운동에 관련되기도 하였다.
이후 암으로 투병 생활을 하다가 2006년 9월 2일 프레즈노에 있는 자택에서 사망했다.

## 역대 선거 결과
| 선거명      | 직책명                           | 대수 | 정당   | 득표율 | 득표수    | 결과 | 당락                       |
| ----------- | -------------------------------- | ---- | ------ | ------ | --------- | ---- | -------------------------- |
| 1966년 선거 | 하원의원 (캘리포니아 제18선거구) | 90대 | 공화당 | 55.88% | 96,699표  | 1위  | 캘리포니아주 하원의원 당선 |
| 1968년 선거 | 하원의원 (캘리포니아 제18선거구) | 91대 | 공화당 | 65.18% | 100,115표 | 1위  | 캘리포니아주 하원의원 당선 |
| 1970년 선거 | 하원의원 (캘리포니아 제18선거구) | 92대 | 공화당 | 63.20% | 86,071표  | 1위  | 캘리포니아주 하원의원 당선 |
| 1972년 선거 | 하원의원 (캘리포니아 제18선거구) | 93대 | 공화당 | 66.47% | 109,993표 | 1위  | 캘리포니아주 하원의원 당선 |
| 1974년 선거 | 하원의원 (캘리포니아 제17선거구) | 94대 | 공화당 | 48.11% | 61,812표  | 2위  | 낙선                       |